# Великий Митник
Вели́кий Митник — село в Україні,  у Хмільницькій міській громаді Хмільницького району Вінницької області. Населення становить 1352 осіб.

## Географія
Село Великий Митник розташоване за 5 кілометрів на північний схід від м. Хмільника, біля шосейної дороги Хмільник — Бердичів, на схилі долини, яка перетинається невеличкою річкою Хвосою, що в районі Хмільника впадає в Південний Буг. За 4 кілометри на північ від села проходить сумнозвісний Чорний шлях.

## Історія
За історичними даними, перше поселення на цьому місці заснували розкольники в XVI столітті, а являло воно собою слободу з назвою Пилипи. Під час одного з татарських набігів поселення зруйнували. Розкольники розбіглись і більше не хотіли жити в такому неспокійному місці. Новими поселенцями стали козаки. Їм, серед інших пільг, було дане право збирати плату (мито) з тих, хто проїжджав через греблю. Звідси виникла версія, що село почали називати Митником. З утворенням виселка на правому боці р. Хвоси, село стали називати Великим Митником, а виселок — Малим Митником. Поселення входило до Хмільницького староства.
З приєднанням Поділля до Росії, В. Митник, як і все Хмільницьке староство, подарувала імператриця Катерина II графові Іллі Андрійовичу Кушельову-Безбородьку, який неподалік від В. Митника побудував економію-фільварок, названий Кушелівкою. Після смерті графа М. Митник і Кушелівка перейшли до його дочки, у шлюбі графині Лєвашової, і належали цій родині аж до 1917 року. В. Митник успадкувала друга донька, яка стала дружиною князя Лобанова. 1818 року село продали польському поміщикові Шадловському. Шадловський перепродав Великий Митник в 1842 Вікентієві Мазараці, який як придане своєї дочки Стефаниди передав його дворянину Адольфові Мостовському. Під час приналежності Поділля до Речі Посполитої в селі була греко-католицька єпархія. Тоді в центрі села стояла дерев'яна церква з кладовищем при ній. Хто і коли побудував її - не відомо. В 1770 році ця церква з невідомих причин згоріла. Присвячена вона була архистратигу Михаїлу. Це місце було огороджене плотом і засаджене деревами. В 1776 на кошти прихожан і поміщика графа Осалінського була зведена нова дерев'яна церква. Це була однокупольна споруда. В 1864 році до неї прибудували дзвіницю. В церкві, яка теж була присвячена архистратигу Михаїлу, в 1896 році спорудили чотирьохярусний іконостас. До 1790 року священиком був греко-католик Федір Бутович, а після нього його син Стефан Бутович, який згодом став протоієреєм. Він прослужив на одному приході 60 років (1790—1850 рр.), 36 років був благочинним. Саме при ньому приход села В.Митник перейшов із греко-католицизму в православ'я. Стефан Бутович мав величезний авторитет у місцевого населення. Під час служіння наступного священика, Аркадія Шараенного, в 1862 році в В. Митнику при церкві відкрили церковно-приходську школу. З 1893 року для неї було збудоване окреме приміщення. У 1896 році відкрили школу грамоти в Кушелівці. В 1898—190З роках за часів служіння Петра Кремінського[недоступне посилання з червня 2019] у селі було споруджено цегляний храм, який простояв до 1934 року і був розібраний в рамках антирелігійної кампанії.

### XX століття
На початок XX століття в В.Митнику числилось прихожан 685 чоловіків і 719 жінок, а в М.Митнику — 230 чоловіків і 256 жінок. Однокласну школу в В.Митнику відвідувало 34 хлопчики і 13 дівчаток. Революційні події 1905—1907 рр. Знайшли відгук в нашому краї. В травні 1905 року в Кушелівці селяни економії Левашової пов'язали хустками сапи і пішли в контору, де поставили вимогу сплачувати їм по 75 копійок за робочий день. Їх вимогу задовольнили. Але вже 4 червня 1905 року начальник Подільського жандармського губернського управління доповідав командиру окремого корпусу Д.Тропову, що адміністративним допитом, який був проведений 27 травня, встановлено, що селяни села В.Митник, підбурювані односельчанами Карпом Поліщуком, Мартином Попадюком, Зіновієм Хмурою, Іваном Поліщуком, Іваном Попадюком та Филимоном Вірчаком, прийшовши в місцеву економію поміщика Мазараки, вигнали сезонних робітників, припинили всі роботи в економії. З 25 травня особи, які називали себе уповноваженими від товариства, знову з'явились в економії з вимогою звільнити всіх робітників, службовців, домашню прислугу, які не хотіли припиняти роботу. Потім, не зважаючи на вмовляння, підбурювачі разом з натовпом селян категорично заявили, що нікого не допустять в економії до того часу, поки робітникам не будуть сплачувати по одному карбованцю в день. На підставі викладеного повітовий справник постановою від 31 травня 1905 року, керуючись статтею 21 «Положення про посилення охорони», для збереження громадського спокою і попередження насильства вищезгаданих ватажків арештував і під конвоєм направив у Кам'янець-Подільську тюрму. У В.Митнику, Кушелівці, Філіополі 18 червня 1905 року, згідно з доповідною № 4314 Подільського губернатора А. Ейлера міністру внутрішніх справ, відбувся страйк сільськогосподарських робітників. Для його придушення до Літинського повіту було послано 2 ескадрони козаків.
Під час Визвольних змагань у селі були сили армії УНР, більшовики, денікінці та поляки.Активну діяльність в районі Хмільника проводив загін отамана Чепеля, який підтримував Директорію.
Повідомляється, що одного разу Чепель взяв Митник, зібрав селян і примусив їх повернути майно викрадене з панського маєтку.
У 1922 році в Філіополі організували перше колективне господарство по обробітку землі, яке називалось «Зірка». До нього ввійшло 12 господарств, а керівником став Яків Владимірець. В 1925 році у Великому Митнику створено ТСОЗ. Його організатором став М. І. Фелько і вчитель П. І. Гуменюк. Першим головою сільради став Денис Давидович Попадюк.
У 1929 році, під час примусової колективізації, було створено колгосп “Перемога”. Його організатором став комуніст Дурнєв, а головою — Степан Іванович Ступніцький. В 1932 році в селі з'явився перший трактор. А першими механізаторами стали Микита Калачик, Фелікс Заблоцький, Христя Поліщук.
У 1924 році в Великому Митнику відкрилась початкова школа. Її першими вчителями стали Степан Петрович Збитнівський і Панас Іванович Гуменюк. А вчитель Фелько Мирон Іванович очолив в селі роботу по ліквідації неписьменності. В 1936 році в селі збудовано типову семирічну школу, яка в 1951 була реорганізована в середню.
Наразі немає доступу до документів, які б розкрили правду про злочини сталінізму в 30-роки, а люди згадують про це неохоче, хоча багато хто попав під репресії. Одним із варварських актів більшовицької влади було знищення Великомитницької церкви. Це був п'ятикупольний цегляний храм із дзвіницею, який вражав своєю красою. В 1936 році її було розібрано, а з цегли побудували школи в Великому Митнику, Кушелівці, а також інші споруди. Кажуть, що доля жорстоко помстилась всім учасникам варварської акції.

### Друга світова війна
З початком Другої світової війни важкі часи настали для жителів села. 17-18 липня 1941 року села Великомитницької сільради були окуповані німцями. В цей час комсомольці з Філіополя Олександр Трибухівський та Іван Владимірець допомагали бійцям Червоної Армії, які відстали від своїх частин.
В роки війни 257 жителів села воювали на фронтах. 92 із них полягли смертю хоробрих. А всього по Великомитницькій сільраді загинуло під час від війни 216 чоловік. Молодь села воювала в окопах Сталінграда, захищала Малахів Курган, брала участь в обороні Ленінграда. Тяжкі роки Ленінградської блокади витримав Павло Колісник. Груди, нині покійного, Григорія Літинського прикрашали численні нагороди. Серед них Ордени Слави I і II ступенів, Орден Червоної Зірки, медаль «За взяття Берліна». Бив ворога полковник Іван Якимович Фелько, у бою загинув полковник Іван Васильович Літинський. Пройшов тяжкими шляхами війни полковник медичної служби Іван Денисович Андрощук. Добровольцем пішов на фронт Михайло Літинський, захищав місто Одесу.
Біля школи знаходиться могила воїнам, які визволяли село від німців і загинули в бою. На могильній плиті викарбувано імена 68 солдатів.

### Незалежна Україна
12 червня 2020 року, відповідно до Розпорядження Кабінету Міністрів України № 707-р, «Про визначення адміністративних центрів та затвердження територій територіальних громад Вінницької області», увійшло до складу Хмільницької міської громади.
19 липня 2020 року, в результаті адміністративно-територіальної реформи і ліквідації колишнього Хмільницького району(1923-2020), село увійшло до складу новоутвореного Хмільницького району.

## Населення

### Мова
Розподіл населення за рідною мовою за даними перепису 2001 року:
| Мова       | Відсоток |
| ---------- | -------- |
| українська | 99,04%   |
| російська  | 0,96%    |